# 南宮牛
南宫牛（？—前682年），中国春秋時期宋国政治人物。南宫长万之弟（小说《东周列国志》误作儿子）。
前682年秋八月甲午，南宫长万杀死宋閔公和华督、仇牧，拥立子游为国君。公子禦说逃到亳地，南宫牛、猛获率军包围亳地。十月，萧叔大心和宋戴公、宋武公、宋宣公、宋穆公、宋庄公的后代族人调曹国军队付伐南宫牛、猛获，阵斩南宫牛，在宋都杀死了子游，拥立公子禦说为国君宋桓公。猛获逃亡到卫国，南宫长万逃亡到陈国，不久被送回宋国杀死。